# Масаж

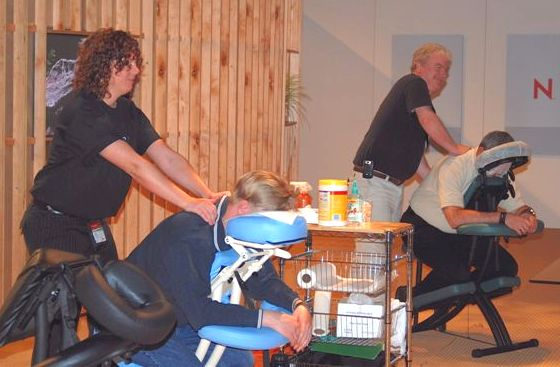

Маса́ж (фр. massage, від masser — «розтирати») — сукупність прийомів механічної і рефлекторної дії на тканини і органи, у вигляді розтирання, тиску, вібрації або погладжування, двома руками, що проводяться безпосередньо на поверхні тіла людини, як руками, так і спеціальними апаратами, через повітряне, водне чи інше середовище, з метою досягнення лікувального ефекту. Масаж є активним лікувальним методом, суть якого полягає в нанесенні дозованих механічних подразнень на тіло пацієнта різними, методично виконуваними спеціальними прийомами, що можуть виконуватися рукою масажиста або за допомогою спеціальних апаратів.

## Історія
Масаж як лікувальний та профілактичний засіб застосовується ще від початку виникнення людської цивілізації. Він виник як один із видів народної медицини ще у первісному суспільстві, та розвивався разом із іншими видами народної медицини у різних племен та народів. Неможливо встановити точне місце виникнення масажу. Є свідчення, що масаж застосовувався за кілька тисячоліть до нашої ери племенами Південної Африки. Є письмові свідчення про те, що масаж застосовувався за три тисячі років до нашої ери у Стародавньому Китаї, а в VI столітті до нашої ери в Китаї був створений медичний інститут, де серед інших дисциплін його студенти займалися вивченням масажу. У Стародавній Індії застосування масажу описано в трактаті «Аюрведа» в XVI—XVIII століттях до нашої ери. У Стародавньому Єгипті та Персії масаж застосовувався не лише з оздоровчою, але й з косметологічною метою, для чого він проводився із застосуванням спеціальних сумішей трав та ароматичних масел. При розкопках палацу ассирійських царів в Ніневії знайдений алебастовий рельєф часів царя Сінаххеріба, на якому зображені різні прийоми масажу. У Стародавній Греції масаж, найімовірніше, був запозичений у давніх єгиптян, перші описи масажу є вже в творах Гомера, зокрема «Одіссеї». Першим із лікарів Стародавньої Греції, який радив застосовувати масаж як лікувальний засіб, став Геродік. Його учень Гіппократ описав у своїх творах позитивний вплив масажу на здоров'я людини, а також дію різних прийомів масажу на організм людини. Зі Стародавньої Греції застосування масажу запозичили в Стародавньому Римі. За даними літератури, Асклепіад першим ввів до техніки масажу потрушування. У своїх творах про корисність масажу написав Авл Корнелій Цельс, а Клавдій Гален описав прийоми погладжування, розтирання і розминання м'язів. У Стародавньому Римі також було прийнято проводити сеанси масажу гладіаторам перед виходом на арену та після виступу.
У Середні віки поширенню масажу у мусульманських країнах сприяли такі відомі лікарі як Авіценна та Разес. У європейських країнах на початку Середніх віків масаж був у занепаді, оскільки раннє християнство вважало масаж язичницьким атрибутом і пережитком минулого, невгодним богу. Причиною його занепаду в Європі було й те, що він часто виконувався різноманітними шарлатанами та неуками, що дискредитувало саме поняття масажу. Лише в епоху Відродження відбулось повернення до вивчення дії масажу на організм. Одним із найвідоміших лікарів цього періоду, які застосовували масаж у своїй практиці, став Амбруаз Паре. З тогочасних історичних документів відомо, що він лікував масажем, зокрема, Марію Стюарт та французьких королів. У той же час видається трактат італійського вченого Меркуріалюса «Мистецтво гімнастики», де також описується методика виконання масажу. Основи класичного масажу сформульовані у XVIII столітті, зокрема в книгах Клемана Жозефа Тіссо «Медична та хірургічна гімнастика» і Фуллера «Медична гімнастика».
Значний внесок у розвиток сучасних методик масажу надав шведський лікар-фізіолог Пер Генрік Лінґ, який вважається засновником шведської школи масажу. Він заснував у 1813 році інститут гімнастики і масажу в Стокгольмі, де розпочали підготовку педагогів із фізичного навчання та медиків, які спеціалізувалися у лікувальній фізкультурі. Також на початку ХІХ століття нідерландський учений Георг Метцер розробив методику масажу, який був ефективний для відновлення пацієнтів після травм. Пізніше він розробляв також методики масажу, які були ефективними і при інших захворюваннях, які поступово поширились у різних країнах Європи та Північної Америки. На початку ХХ століття активно починає розвиватися спортивний масаж. Першими його почали застосовувати при підготовці олімпійської збірної США до Олімпійських ігор 1900 року. На Олімпійських іграх 1912 року команди Швеції та Фінляндії вже мали в своєму складі штатних масажистів.
На початку ХІХ століття методику масажу та його вплив на організм розпочинають вивчати в Російській Імперії, зокрема російський лікар Матвій Мудров та український науковець Нестор Максимович Амбодик-Максимович. В Україні в 1854 році на святковому зібранні Київського університету прочитана доповідь професора Х. Л. Гюббенетана «Про значення гімнастики у житті людини і народів». У Російській Імперії в ХІХ столітті активно проводилось вивчення методик масажу та його дії на організм, зокрема й на українських землях — Одесі та Харкові. У цей же час у Російській Імперії виникають перші центри з підготовки спеціалістів з масажу, як і на російській етнічній території (Москва, Санкт-Петербург), так і на українських землях — у Києві, де її очолив професор В. К. Крамаренко. Також у Одесі заснований інститут механотерапії і лікувальної гімнастики, в Харкові заснований медико-механічний інститут, а в 1911 році заснований інститут фізичних методів лікування у Севастополі. Пізніше на території України створено також три інститути фізіотерапії — в Одесі, Чернігові та Феодосії, де також проводились наукові дослідження з питань масажу. У 1969 році в Києві заснований науково-дослідний інститут медичних проблем фізичної культури, що проіснував до 1986 року, а в 1993 році відновлений та реорганізований у Державний науково-дослідний інститут проблем фізичної культури і спорту, де поряд з іншими дослідженнями в галузі спортивної медицини та медичної реабілітації проводяться наукові дослідження впливу масажу на організм людини та методик масажу.

## Види масажу

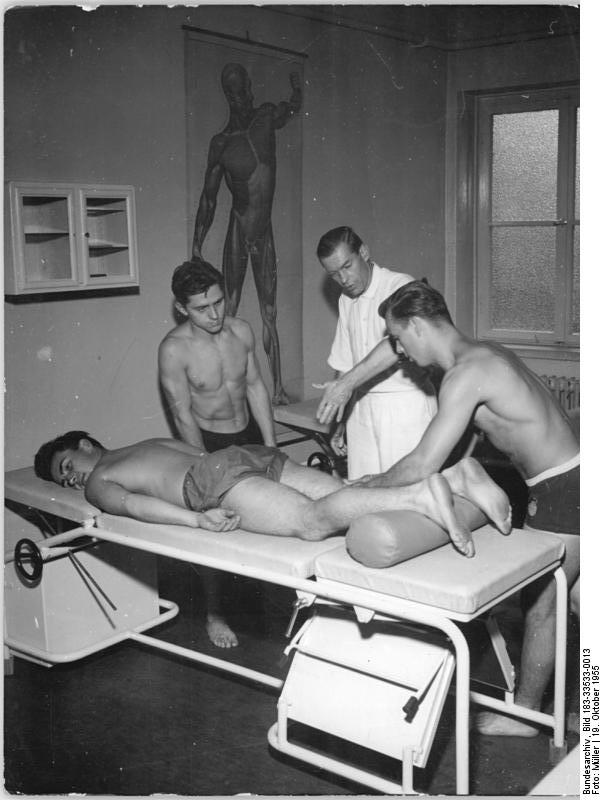

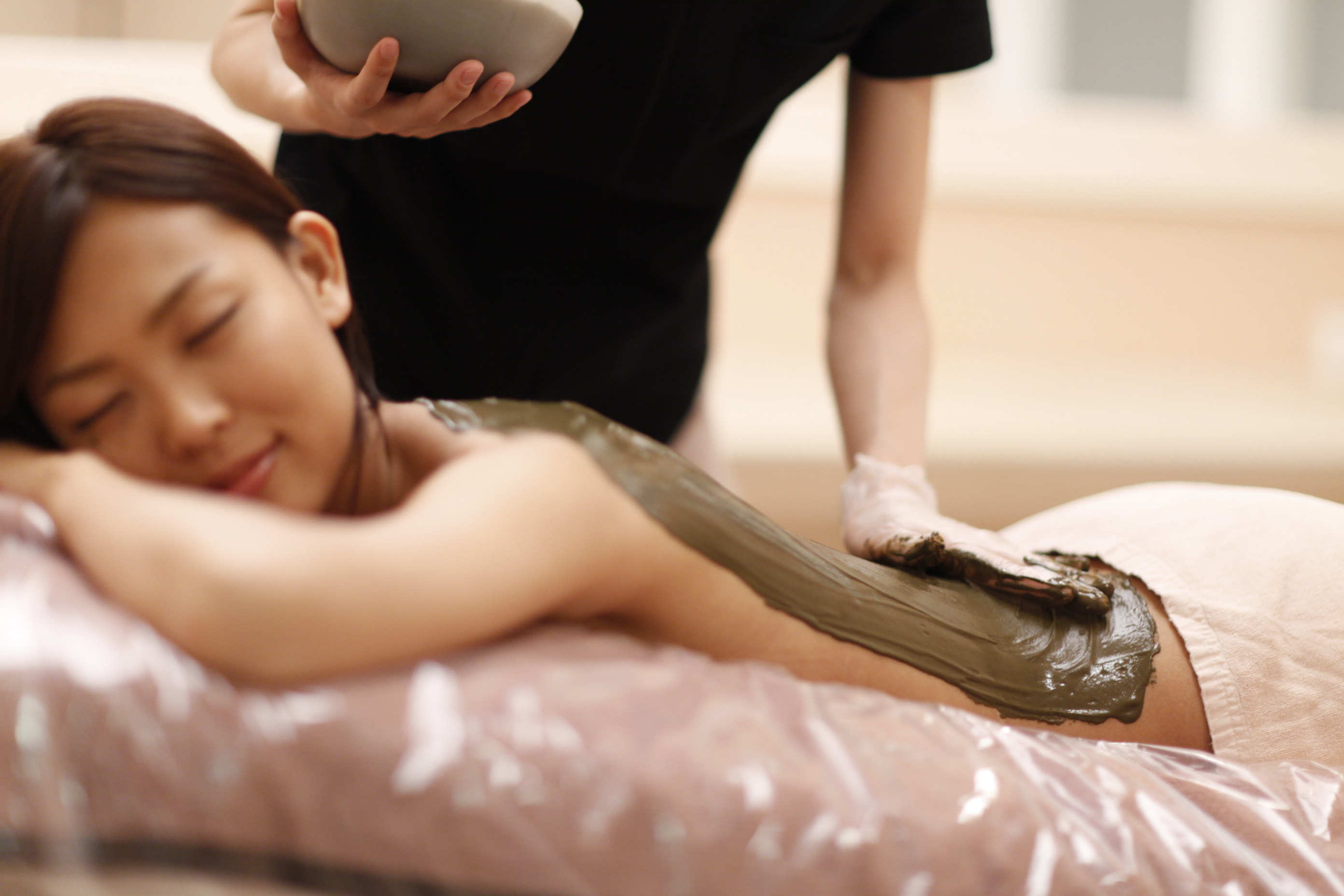

Розрізняють такі види масажу:
- Гігієнічний масаж — є активним засобом зміцнення здоров'я, збереження нормальної діяльності організму та попередження захворювань.
- Спортивний масаж — застосовується в фізкультурній практиці, для фізичного вдосконалення спортсмена, збереження його спортивної форми, а також для швидшого подолання втоми та відновлення сил під час спортивного тренування, змагань, перед підготовкою до спортивного виступу (як одна із форм «розминки») та після нього.
- Косметичний масаж — застосовується як із профілактичною, так і лікувальною метою, для покращення стану шкіри обличчя, голови, шиї, сприяє усуненню косметичних дефектів.[9] Одним із різновидів косметичного масажу є антицелюлітний масаж.[10]
- Сегментарний масаж — застосовується для стимуляції шкірних рецепторів визначених зон, які іннервуються аналогчними сегментами спинного мозку. Різновидом сегментарного масажу є точковий масаж.[11] Одним із різновидів точкового масажу є періостальний або давлячий масаж.[12]
- Гінекологічний масаж — застосовується при захворюваннях жіночих статевих органів. Гінекологічний масаж проводиться спеціально навченою акушеркою.[13]
- Сексуальний масаж — застосовується для посилення статевого потягу[14].
- Кріомасаж — масаж за допомогою шматочка льоду[12].
- Вібраційний масаж — різновид масажу, який може проводитися як руками масажиста, так і за допомогою спеціальних апаратів, які здійснюють вплив на окремі ділянки тіла. [15] Різновидом вібраційного масажу є апаратний масаж.[16]
- Гідромасаж — масаж, який проводиться комбінованою дією струменя води та масуючими маніпуляціями, як руки масажиста, так і спеціальними пристроями або душем.[17] Різновидом гідромасажу є підводний душ-масаж.[18]
- Вакуумний масаж (пневмомасаж) — проводиться у спеціальних апаратах (масажних дзвонах), які прикладають до тіла хворого, дією підвищеного або пониженого тиску.[19]
- Баромасаж — проводиться за допомогою барокамери, до якої вкладають кінцівку, масаж якої проводиться за допомогою дії на кінцівку стисненого повітря.[20]
- Банковий масаж — проводиться за допомогою медичних банок, які закріплюються на ділянках тіла, на яких проводиться масаж.[21]

Окрім цього, розрізняють кілька видів масажу, названими за національною ознакою — шведський, фінський, тайський, бірманський та інші види масажу.

## Вплив масажу на організм людини

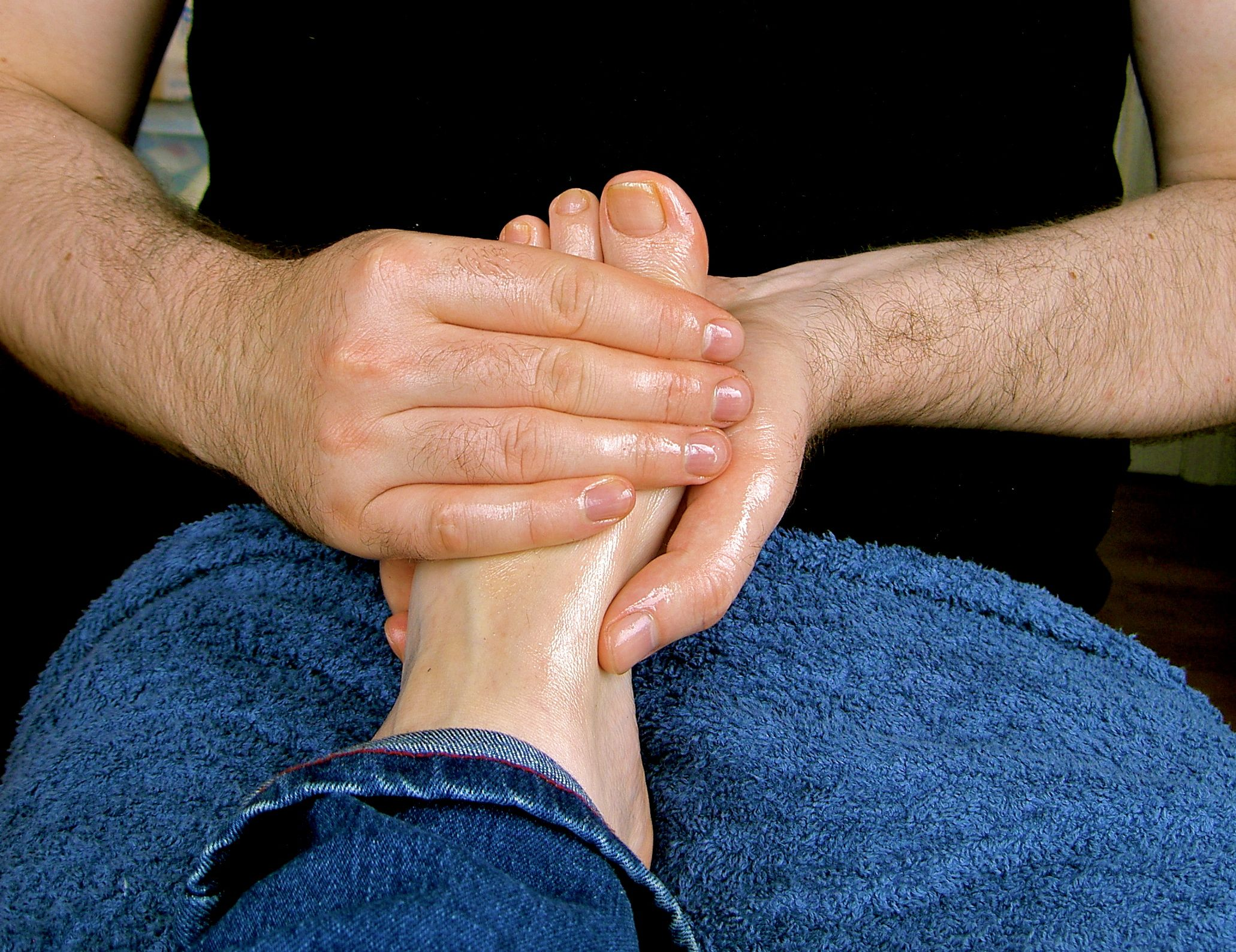

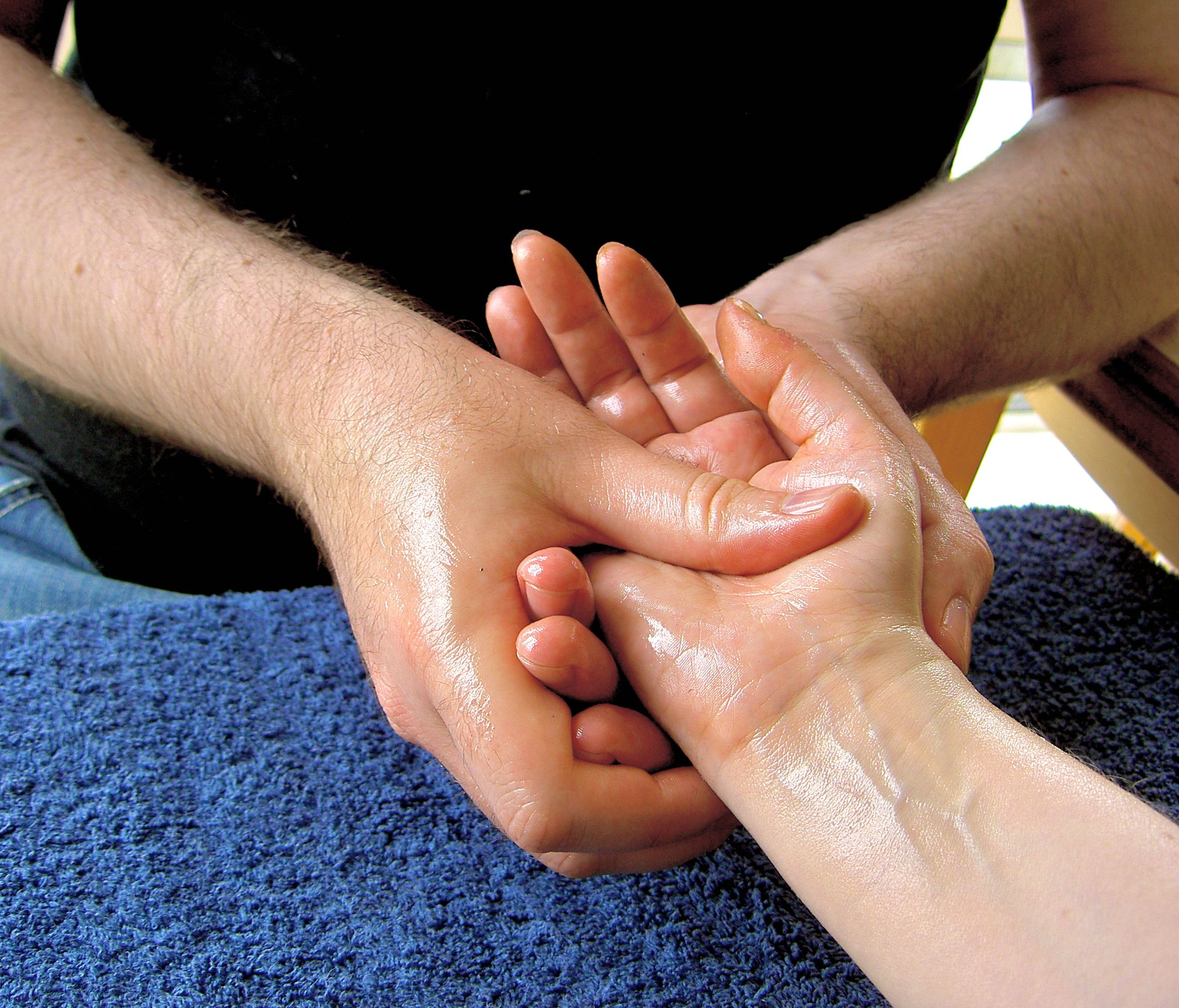

### Переваги
Масаж знижує швидкість утворення продуктів обміну речовин, таких як молочна кислота, сечовина, креатинін і вуглекислий газ, та запобігає їх накопиченню в м'язах. Масаж допомагає зняти судоми м'язів, посилює їх кровопостачання і живлення, покращує тонус м'язів і допомагає запобігти або відстрочити розвиток атрофії м'язів у результаті вимушеної бездіяльності. Масаж знімає відчуття дискомфорту, дратівливість, нервову збудливість. Масаж покращує стан імунної системи, і допомагає відновленню ушкоджених м'яких тканин за рахунок збільшення циркуляції крові в уражених ділянках.
Масаж знижує рівень кортизолу (гормону стресу) на 31% та підвищує рівень серотоніну на 28%, та дофаміну на 31% (нейромедіаторів гарного настрою, мотивації, сну, апетиту, пам'яті та контролю рухів). Саме тому масаж рекомендовано при депресії, синдрому тривоги, розладах харчової поведінки, хронічних больових синдромах онко захворювань, аутоімунних станах, астми, синдромах хронічної втоми, хворобах паркінсона та альцгеймера.
Масаж розширює і відкриває кровоносні судини, покращуючи кровообіг, у ділянках, на яких проводився масаж, збільшується кількість капілярів, а також покращується відтік лімфи із масажованої ділянки.

### Недоліки
При проведенні масажу в деяких випадках людина може відчувати деякий дискомфорт, запаморочення, легке нездужання. Серйознішими побічними ефектами масажу може стати тромбоутворення, особливо в осіб із вираженою артеріальною гіпертензією. Також при проведенні масажу можливим є пошкодження периферичних нервів, частіше при проведенні глибокого масажу недосвідченим масажистом. Окрім цього, при проведенні масажу ймовірною є передача шкірних інфекцій як від масажиста, так і занесення шкірних інфекцій на інші ділянки шкіри через руки масажиста. Частина хворих також вважає процедуру масажу дуже болючою у зв'язку із зниженим порогом больового відчуття. При проведенні інтенсивного масажу на шкірі можуть з'явитися синці або гематоми.

## Основні прийоми масажу
1. Погладжування. З цього прийому рекомендується як розпочинати сеанс масажу, так і завершувати сеанс. Погладжування має знеболювальну дію, покращує трофіку тканин, знімає нервове напруження, покращує кровообіг та лімфообіг у ділянці масажу, покращує стан м'язів у ділянці масажу. Погладжування може бути площинним — поверхневим і глибоким, а також обхоплюючим — безперервним та переривчатим. Погладжування можна виконувати поздовжно, поперечно, зигзагоподібно, спіралеподібно, концентрично, колоподібно, а також комбінованим методом (поєднанням кількох видів виконання погладжування). Також можуть застосовувати допоміжні методи погладжування — гребенеподібне, граблеподібне, хрестоподібне, щипцеподібне погладжування.[31]
2. Розтирання відрізняється від погладжування більш енергійною дією на тканини організму, та полягає у зміщенні або розтягненні шкіри разом із нижче розміщеними тканинами у різних напрямках. Цей прийом подібний до погладжування, проте відрізняється від нього застосуванням більшої сили притискання на шкіру, при цьому рука масажиста не просто ковзає по шкірі, а зсуває її під час руху. Розтирання значно покращує кровообіг масажованих ділянок, покращує трофіку тканин, сприяє розгладжуванню рубців, злук, розсмоктуванню та видаленню відкладень у суглобах та сухожилках, покращує скоротливу здатність м'язів, знижує збудливість у периферичних нервах, зменшує біль при невритах та невралгіях. Розтирання може виконуватися як одною, так і двома руками. Розтирання може проводитися як прямолінійно — поздовжно або поперечно, а також колоподібно, спіралеподібно та зигзагоподібно. Як додаткові прийоми розтирання можуть проводитися гребенеподібне розтирання, щипцеподібне розтирання, пиляння, штрихування, стругання та перетинання.[32]
3. Розминання — це прийом масажу, при якому руки масажиста захоплюють, відтягують, зсувають, розтягують та здавлюють тканини масажованої ділянки, чим практично проводиться пасивна гімнастика для судин і м'язів масажованої ділянки. Під час проведення розминання збільшується тонус м'язів, які знаходяться в спокої, та зменшується тонус м'язів, які знаходяться у напруженні, тобто масаж сприяє нормалізації тонусу м'язів. Розминання має стимулюючий вплив на нервову систему, покращує еластичність шкіри, згідно даних частини клінічних досліджень, при масажі також збільшується частота серцевих скорочень, покращується дихання і збільшується притік артеріальної крові до масажованої ділянки. Розминання проводиться у поздовжному, поперечному, півколовому, спіралеподібному напрямках. Розрізняють також безперервне та переривчасте розминання.[33]
4. Вібрація — це прийом масажу, при якому руками масажиста або спеціальними апаратами проводиться серія різноманітних коливальних рухів. Вібрація може бути безперервною або переривистою. Безперервна вібрація поділяється на лабільну, при якій рука масажиста пересувається у якийсь бік, та стабільну, при якій масаж проводиться в одному місці. Стабільна вібрація, яка здійснюється одним пальцем, рідше двома пальцями, в одній точці, називається точковим масажем. Основними прийомами вібрації є поздовжна, поперечна, зигзагоподібна та спіралеподібна вібрація. Додатковими прийомами вібрації є струшування, потрушування, підштовхування, рубання, поплескування, пунктування, стібання та вдаряння.[34]